# Lieja-Bastogne-Lieja

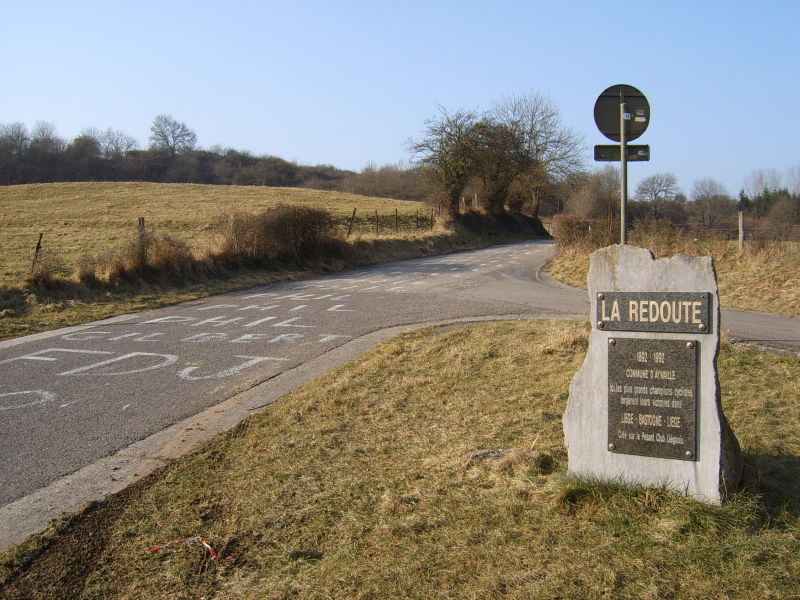
Cota de La Redoute a Aywaille

La Lieja-Bastogne-Lieja és una de les grans clàssiques ciclistes del calendari ciclista professional. A més és una de les més antigues, ja que la primera edició data del 1892 (organitzada pel Pesant Club Liégeois i la Liege Cyclist Union) i rep el nom de La Doyenne (la degana).
La cursa es disputa a la regió de les Ardenes (Bèlgica), entre les localitats de Lieja i Bastogne amb recorregut d'anada i tornada, durant el mes d'abril. Juntament amb l'Amstel Gold Race i la Fletxa Valona, forma part de l'anomenada setmana de les Ardenes. És organitzada pla Amaury Sport Organisation. Formà part del calendari de la Copa del Món de ciclisme i actualment està integrada dins l'UCI WorldTour. Les principals ascensions de la cursa es troben a la segona part de la mateixa i en destaquen Stockau, Haute-Levée, La Rédoute, Saint-Nicolas i el Col de Forges abans de l'arribada.
Eddy Merckx, vencedor de cinc edicions entre 1969 i 1975, és el ciclista que més vegades l'ha guanyat. El segueixen en el palmarès Moreno Argentin i Alejandro Valverde, amb quatre victòries cadascun.
La Lieja-Bastogne-Lieja, junt amb la Milà-Sanremo, el Tour de Flandes, la París-Roubaix, i la Volta a Llombardia és un dels cinc «monuments del ciclisme».

## Recorregut
- Les cotes

Província de Luxembourg
- - Cota de Ny (km 57,5): pujada d'1,8 km al 6%
  - Cota de la Roche-en-Ardenne (km 82,5): pujada de 2,9 km al 5,9%
  - Cota de Saint-Roch (km 128,5): pujada d'1 km a l'11,2%

Província de Lieja
- - Cota de Wanne (km 171): pujada de 2,2 km al 7,7%
  - Cota de Stockeu (km 177,5): pujada d'1,1 km a l'11,6%
  - Cota de la Haute-Levée (km 183): pujada de 3,4 km al 6%
  - Cota de Rosier (km 195,5): pujada de 3,9 km al 6,3%
  - Cota de la Vecquée (km 208): pujada de 3,2 km al 6,2%
  - Cota de La Redoute (km 225): pujada de 2,3 km al 7,4%
  - Cota de Sprimont (km 225): pujada d'1,5 km al 5%
  - Cota de la Roche-aux-faucons (km 246): pujada d'1,6 km al 10%
  - Cota de Saint-Nicolas (km 246): pujada de 0,9 km al 11%

## Palmarès
| Any  | Vencedor                        | Segon                       | Tercer                      |
| ---- | ------------------------------- | --------------------------- | --------------------------- |
| 1892 | Léon Houa                       | Léon Lhoest                 | Louis Rasquinet             |
| 1893 | Léon Houa                       | Michel Borisowski           | Charles Collette            |
| 1894 | Léon Houa                       | Louis Rasquinet             | René Nulens                 |
| 1908 | André Trousselier               | Alphonse Lauwers            | Henri Dubois                |
| 1909 | Victor Fastre                   | Eugène Charlier             | Paul Deman                  |
| 1911 | Joseph Van Daele                | Armand Lenoir               | Victor Kraenen              |
| 1912 | Omer Verschoore                 | Jacques Coomans             | André Blaise                |
| 1913 | Maurice Moritz                  | Alphonse Fonson             | Hubert Noel                 |
| 1919 | Léon Devos                      | Henri Hanlet                | Arthur Claerhout            |
| 1920 | Léon Scieur                     | Lucien Buysse               | Jacques Coomans             |
| 1921 | Louis Mottiat                   | Marcel Lacour               | Jean Rossius                |
| 1922 | Louis Mottiat                   | Albert Jordens              | Laurent Seret               |
| 1923 | René Vermandel                  | Jean Rossius                | Félix Sellier               |
| 1924 | René Vermandel                  | Adelin Benoît               | Jules Matton                |
| 1925 | Georges Ronsse                  | Gustaaf Van Slembrouck      | Louis Eelen                 |
| 1926 | Dieudonné Smets                 | Joseph Siquet               | Alexis Macar                |
| 1927 | Maurits Raes                    | Jean Hans                   | Joseph Siquet               |
| 1928 | Ernest Mottard                  | Maurits Raes                | Emile Van Belle             |
| 1929 | Alfons Schepers                 | Gustave Hembroeckx          | Maurits Raes                |
| 1930 | Hermann Buse                    | Georges Laloup              | François Gardier            |
| 1931 | Alfons Schepers                 | Marcel Houyoux              | Jules Deschepper            |
| 1932 | Marcel Houyoux                  | Léopold Roosemont           | Gérard Lambrechts           |
| 1933 | François Gardier                | Roger Dewolf                | Albert Bolly                |
| 1934 | Théo Herckenrath                | Mathieu Cardynaels          | Jef Moerenhout              |
| 1935 | Alfons Schepers                 | Frans Bonduel               | Louis Hardiquest            |
| 1936 | Albert Beckaert                 | Gilbert Levae               | Jan-Jozef Horemans          |
| 1937 | Eloi Meulenberg                 | Gustaaf Deloor              | Julien Heernaert            |
| 1938 | Alfons Deloor                   | Marcel Kint                 | Félicien Vervaecke          |
| 1939 | Albert Ritserveldt              | Cyriel Van Overberghe       | Edward Vissers              |
| 1943 | Richard Depoorter               | Joseph Didden               | Stan Ockers                 |
| 1945 | Jan Engels                      | Edward Van Dyck             | Jef Moerenhout              |
| 1946 | Prosper Depredomme              | Albert Hendrickx            | Triphon Verstraeten         |
| 1947 | Richard Depoorter               | Raymond Impanis             | Florent Mathieu             |
| 1948 | Maurice Mollin                  | Raymond Impanis             | Louis Caput                 |
| 1949 | Camille Danguillaume            | Adolf Verschueren           | Roger Gyselinck             |
| 1950 | Prosper Depredomme              | Jean Bogaerts               | Edward Van Dyck             |
| 1951 | Ferdi Kübler                    | Germain Derycke             | Wout Wagtmans               |
| 1952 | Ferdi Kübler                    | Henri Van Kerckhove         | Jean Robic                  |
| 1953 | Alois De Hertog                 | Maurice Diot                | Raoul Rémy                  |
| 1954 | Marcel Ernzer                   | Raymond Impanis             | Ferdi Kübler                |
| 1955 | Stan Ockers                     | Raymond Impanis             | Jean Brankart               |
| 1956 | Alfred De Bruyne                | Richard Van Genechten       | Alex Close                  |
| 1957 | Germain Derycke Frans Schoubben |                             | Marcel Buys                 |
| 1958 | Alfred De Bruyne                | Jan Zagers                  | Jos Theuns                  |
| 1959 | Alfred De Bruyne                | Frans Schoubben             | Frans De Mulder             |
| 1960 | Albertus Geldermans             | Pierre Everaert             | Joseph Planckaert           |
| 1961 | Rik Van Looy                    | Marcel Rohrbach             | Armand Desmet               |
| 1962 | Joseph Planckaert               | Rolf Wolfshohl              | Claude Colette              |
| 1963 | Frans Melckenbeeck              | Pino Cerami                 | Vittorio Adorni             |
| 1964 | Willy Bocklant                  | Georges Van Coningsloo      | Vittorio Adorni             |
| 1965 | Carmine Preziosi                | Vittorio Adorni             | Martin Van Den Bossche      |
| 1966 | Jacques Anquetil                | Victor Van Schil            | Willy In 't Ven             |
| 1967 | Walter Godefroot                | Eddy Merckx                 | Willy Monty                 |
| 1968 | Valere Van Sweevelt             | Walter Godefroot            | Raymond Poulidor            |
| 1969 | Eddy Merckx                     | Victor Van Schil            | Barry Hoban                 |
| 1970 | Roger De Vlaeminck              | Frans Verbeeck              | Eddy Merckx                 |
| 1971 | Eddy Merckx                     | Georges Pintens             | Frans Verbeeck              |
| 1972 | Eddy Merckx                     | Wim Schepers                | Herman Van Springel         |
| 1973 | Eddy Merckx                     | Frans Verbeeck              | Walter Godefroot            |
| 1974 | Georges Pintens                 | Walter Planckaert           | declarat desert             |
| 1975 | Eddy Merckx                     | Bernard Thévenet            | Walter Godefroot            |
| 1976 | Joseph Bruyère                  | Freddy Maertens             | Frans Verbeeck              |
| 1977 | Bernard Hinault                 | André Dierickx              | Dietrich Thurau             |
| 1978 | Joseph Bruyère                  | Dietrich Thurau             | Francesco Moser             |
| 1979 | Dietrich Thurau                 | Bernard Hinault             | Daniel Willems              |
| 1980 | Bernard Hinault                 | Hennie Kuiper               | Ronny Claes                 |
| 1981 | Josef Fuchs                     | Stefan Mutter               | declarat desert             |
| 1982 | Silvano Contini                 | Alfons De Wolf              | Stefan Mutter               |
| 1983 | Steven Rooks                    | Giuseppe Saronni            | Pascal Jules                |
| 1984 | Sean Kelly                      | Phil Anderson               | Greg LeMond                 |
| 1985 | Moreno Argentin                 | Claude Criquielion          | Stephen Roche               |
| 1986 | Moreno Argentin                 | Adri van der Poel           | Dag Erik Pedersen           |
| 1987 | Moreno Argentin                 | Stephen Roche               | Claude Criquielion          |
| 1988 | Adri van der Poel               | Michel Dernies              | Robert Millar               |
| 1989 | Sean Kelly                      | Fabrice Philipot            | Phil Anderson               |
| 1990 | Eric Van Lancker                | Jean-Claude Leclercq        | Steven Rooks                |
| 1991 | Moreno Argentin                 | Claude Criquielion          | Rolf Sørensen               |
| 1992 | Dirk De Wolf                    | Steven Rooks                | Jean-François Bernard       |
| 1993 | Rolf Sørensen                   | Tony Rominger               | Maurizio Fondriest          |
| 1994 | Ievgueni Berzin                 | Lance Armstrong             | Giorgio Furlan              |
| 1995 | Mauro Gianetti                  | Gianni Bugno                | Michele Bartoli             |
| 1996 | Pascal Richard                  | Lance Armstrong             | Mauro Gianetti              |
| 1997 | Michele Bartoli                 | Laurent Jalabert            | Gabriele Colombo            |
| 1998 | Michele Bartoli                 | Laurent Jalabert            | Rodolfo Massi               |
| 1999 | Frank Vandenbroucke             | Michael Boogerd             | Maarten den Bakker          |
| 2000 | Paolo Bettini                   | David Etxebarria Alkorta    | Davide Rebellin             |
| 2001 | Oscar Camenzind                 | Davide Rebellin             | David Etxebarria Alkorta    |
| 2002 | Paolo Bettini                   | Stefano Garzelli            | Ivan Basso                  |
| 2003 | Tyler Hamilton                  | Iban Mayo Díez              | Michael Boogerd             |
| 2004 | Davide Rebellin                 | Michael Boogerd             | Alekszandr Vinokurov        |
| 2005 | Alekszandr Vinokurov            | Jens Voigt                  | Michael Boogerd             |
| 2006 | Alejandro Valverde Belmonte     | Paolo Bettini               | Damiano Cunego              |
| 2007 | Danilo Di Luca                  | Alejandro Valverde Belmonte | Fränk Schleck               |
| 2008 | Alejandro Valverde Belmonte     | Davide Rebellin             | Fränk Schleck               |
| 2009 | Andy Schleck                    | Joaquim Rodríguez i Oliver  | Davide Rebellin             |
| 2010 | Alekszandr Vinokurov            | Aleksandr Kólobnev          | Philippe Gilbert            |
| 2011 | Philippe Gilbert                | Fränk Schleck               | Andy Schleck                |
| 2012 | Maksim Iglinski                 | Vincenzo Nibali             | Enrico Gasparotto           |
| 2013 | Daniel Martin                   | Joaquim Rodríguez i Oliver  | Alejandro Valverde Belmonte |
| 2014 | Simon Gerrans                   | Alejandro Valverde Belmonte | Michał Kwiatkowski          |
| 2015 | Alejandro Valverde Belmonte     | Julian Alaphilippe          | Joaquim Rodríguez i Oliver  |
| 2016 | Wout Poels                      | Michael Albasini            | Rui Alberto Faria da Costa  |
| 2017 | Alejandro Valverde Belmonte     | Daniel Martin               | Michał Kwiatkowski          |
| 2018 | Bob Jungels                     | Michael Woods               | Romain Bardet               |
| 2019 | Jakob Fuglsang                  | Davide Formolo              | Maximilian Schachmann       |
| 2020 | Primož Roglič                   | Marc Hirschi                | Tadej Pogačar               |
| 2021 | Tadej Pogačar                   | Julian Alaphilippe          | David Gaudu                 |
| 2022 | Remco Evenepoel                 | Quinten Hermans             | Wout van Aert               |
| 2023 | Remco Evenepoel                 | Thomas Pidcock              | Santiago Buitrago Sánchez   |
| 2024 | Tadej Pogačar                   | Romain Bardet               | Mathieu van der Poel        |
| 2025 |                                 |                             |                             |

## Estadístiques

### El rècord de victòries
- 5 edicions (1) :
  -  Eddy Merckx (1969, 1971, 1972, 1973, 1975)
- 4 edicions (2) :
  -  Moreno Argentin (1985, 1986, 1987, 1991)
  -  Alejandro Valverde (2006, 2008, 2015, 2017)
- 3 edicions (3) :
  -  Léon Houa (1892, 1893, 1894)
  -  Alphonse Schepers (1929, 1931, 1935)
  -  Fred De Bruyne (1956, 1958, 1959)
- 2 edicions (13) :
  -  Louis Mottiat (1921, 1922)
  -  René Vermandel (1923, 1924)
  -  Richard Depoorter (1943, 1947)
  -  Prosper Depredomme (1946, 1950)
  -  Ferdi Kubler (1951, 1952)
  -  Joseph Bruyère (1976, 1978)
  -  Bernard Hinault (1977, 1980)
  -  Sean Kelly (1984, 1989)
  -  Michele Bartoli (1997, 1998)
  -  Paolo Bettini (2000, 2002)
  -  Aleksandr Vinokúrov (2005, 2010)
  -  Remco Evenepoel (2022, 2023)
  -  Tadej Pogačar (2021, 2024)

### Les victòries consecutives
- Tres edicions (3) :
  -  Léon Houa (1892, 1893, 1894)
  -  Eddy Merckx (1971, 1972, 1973)
  -  Moreno Argentin (1985, 1986, 1987)
- Dues edicions (6) :
  -  Louis Mottiat (1921, 1922)
  -  René Vermandel (1923, 1924)
  -  Ferdi Kubler (1951, 1952)
  -  Fred De Bruyne  (1958, 1959)
  -  Michele Bartoli (1997, 1998)
  -  Remco Evenepoel (2022, 2023)

### Les victòries per país
- Bèlgica : 60 (darrer vencedor Remco Evenepoel el 2023)
- Itàlia : 12 (Danilo Di Luca el 2007)
- Suïssa : 6 (Oskar Camenzind el 2001)
- França : 5 (Bernard Hinault el 1980)
- Països Baixos : 4 (Wout Poels el 2016)
- Espanya : 4 (Alejandro Valverde el 2017)
- Kazakhstan : 3 (Maksim Iglinski el 2012)
- Irlanda : 3 (Daniel Martin el 2013)
- Luxemburg : 3 (Bob Jungels el 2018)
- Eslovènia : 3 (Tadej Pogačar el 2024)
- Alemanya : 2 (Dietrich Thurau el 1979)
- Dinamarca : 2 (Jakob Fuglsang el 2019)
- Estats Units : 1 (Tyler Hamilton el 2003)
- Rússia : 1 (Ievgueni Berzin el 1994)